# Посольство Ірану в Україні
Посольство Ісламської Республіки Іран в Києві — офіційне дипломатичне представництво Ісламської Республіки Іран в Україні, відповідає за підтримку та розвиток відносин між Іраном та Україною.

## Історія дипломатичних відносин
З моменту проголошення УНР і до 1924 року у Києві працювало консульство Персії (консул Вітенберг Ісаакій Миколайович) по вулиці Бульварно-Кудрявській, 15. Раніше (1914) дипустанова була розташована за адресою: Трьохсвятительській, 9. (Консул Фельдзер Леонтій Тимовійович, секретар — Фельдзер Ємануїл Леонтійович). Персія мала також консульства в Одесі та Харкові.
Ісламська Республіка Іран визнала незалежність України 25 грудня 1991 року. 22 січня 1992 року було встановлено дипломатичні відносини між Україною та Іраном.
З кінця січня 1992 року у Києві діє Посольство Ірану. В жовтні 1992 року започатковано діяльність Посольства України в Тегерані. 24 квітня 1992 року перший посол Ірану в Україні Бехзад Мазахері вручив вірчі грамоти Президенту України Леоніду Кравчуку.

## Будівля посольства
Особняк Посольства Ірану в Україні зведений на початку XX століття, архітектором Іваном Бєляєвим у стилі неокласицизм (Особняк Савицьких).

## Посли Ірану в Україні
1. Бехзад Мазахері (1992—1998)[4]
2. Ахмад Садег-Бонаб (1999—2003)[5]
3. Мобараке Бахман Тахеріян (2003—2006)[6][7]
4. Сейєд Муса Каземі (2006—2010)[8][9][10][11][12][13]
5. Акбар Гасемі Алі-Абаді (2010—2013)[14][15][16][17][18]
6. Мохаммад Бехешті-Монфаред (2014[19]- 2018[20])
7. Манучехр Мораді (2018—2022)[21][22]
8. Ісcа Асмаі, т.п.